# インカ・マンコ・カパック国際空港
インカ・マンコ・カパック国際空港（インカ・マンコ・カパックこくさいくうこう、西: Aeropuerto Internacional Inca Manco Cápac、英: Inca Manco Capac International Airport）とは、ペルー共和国プーノ県フリアカにある空港。国際空港とされているが国際線の発着はない。保有する滑走路は中南米で2番目に長い。名称はインカ皇帝マンコ・カパックにちなむ。
空港の運営は、ペルーの空港の管理を監督する政府機関であるCorporación Peruana de Aeropuertos y Aviación Comercial S.A.(CORPAC)が行う。

## 就航路線
| 航空会社           | 就航地 |
| ------------------ | ------ |
| LATAM ペルー       | リマ   |
| スカイ航空・ペルー | リマ   |

LATAMペルーはA319,スカイ航空はA320neoを投入している